# Тото в Париже
«Тото в Париже» (итал. Totò a Parigi) — итало-французская кинокомедия режиссёра Камилло Мастрочинкве, снятая по сценарию Витторио Метца, Роберто Джанвити, Рене Баржавеля в 1958 году.

## Сюжет
Бедный неаполитанский бродяга Тото, является двойником парижанина маркиза де Шемантеля. Хитрый маркиз, узнав о существовании похожего на него, как две капли воды Тото, замышляет коварный план, чтобы получить страховку за свою жизнь, убив вместо себя двойника. Ни о чём не подозревающий Тото садится в поезд Рим — Париж.

## В ролях
- Тото — Маркиз Гастон де Чемандель / Тото
- Сильва Кошчина — Жюльетт Маршан
- Фернан Граве — доктор Дюкло
- Лауретта Мазьеро — цыганка
- Филипп Клей — фальшивый дворецкий
- Поль Гер — Пьер Дюкло
- Тиберио Митри — охранник
- Луиджи Павезе —  профессор Калоджеро Темпеста
- Пеппино Де Мартино — руководитель ночного клуба
- Агостино Сальвьетти — хранитель музея
- Миммо Поли — толстяк в поезде
- Франсис Бланш
- Олимпия Кавалли
- Марио Монтальбано
- Фанфулла — пассажир поезда
- Меммо Каротенуто — бригадир поезда